# Barrio (filme)
Barrio é um filme produzido na Espanha e dirigido por Fernando León de Aranoa.

## Ficha artística

### Actores principais[2]
- Críspulo Cabeças (Raimundo)
- Timy Benito (Javier), agora é músico e se faz chamar Tom Bennet
- Eloi Yebra (Manuel)
- Marieta Orozco (Susi, irmã de Javier)
- Alicia Sánchez (Carmen, mãe de Javier)
- Enrique Villén (Ricardo, pai de Javier)
- Francisco Algora (Ángel, pai de Manuel)
- Chete Lera (polícia inspector)
- Daniel Guzmán

## Sinopse
Javier, Manuel e Raimundo são amigos e colegas de colégio. Os três compartilham a mesma idade em uma fase que não se é homem e nem menino, porém, se fala muito de garotas e muito pouco com elas. Compartilham também a vida no bairro, o calor do verão e muitos problemas. O primeiro é o próprio bairro, que tem grandes blocos de moradias sociais, com tijolos escuros e uma arquitetura satânica. Ali há poucas coisas para se fazer, e em agosto ainda menos. O centro da cidade fica longe, de modo que os três amigos passam a maior parte do tempo isolados no bairro. Dizem os noticiários que são milhões os habitantes da grande cidade que nesses dias se vão à costa. Aos três amigos gostariam de estar entre esses milhões. As agências de viagens enchem-se de ofertas tentadoras e de mulatas. Juntos, os três amigos comprovam quão difícil é sair do bairro e, em definitivo, o quão difícil é crescer.

## Palmarés

### Prêmios Goya[3]
| Ano  | Categoria                               | Pessoa                  | Resultado |
| ---- | --------------------------------------- | ----------------------- | --------- |
| 1999 | Prêmio Goya à melhor direção            | Fernando León de Aranoa | Ganhador  |
| 1999 | Prêmio Goya ao melhor original          | Fernando León de Aranoa | Ganhador  |
| 1999 | Prêmio Goya à melhor atriz revelação    | Marieta Orozco          | Ganhadora |
| 1999 | Prêmio Goya ao melhor filme             | Candidato               |           |
| 1999 | Prêmio Goya de melhor ator coadjuvante  | Francisco Algora        | Candidato |
| 1999 | Prêmio Goya de melhor atriz coadjuvante | Alicia Sánchez          | Candidata |

### Festival Internacional de Cinema de San Sebastián[3]
| Ano  | Categoria                                                     | Pessoa                                    | Resultado |
| ---- | ------------------------------------------------------------- | ----------------------------------------- | --------- |
| 1998 | Concha de Ouro ao melhor filme                                | Candidato                                 |           |
| 1998 | Concha de Prata ao melhor diretor                             | Fernando León de Aranoa                   | Ganhador  |
| 1998 | Menção Especial PRÊMIO FIPRESCI                               | Fernando León de Aranoa e Elías Querejeta | Ganhador  |
| 1998 | Premeio Alma Rosa ao melhor filme                             | Fernando León de Aranoa                   | Ganhador  |
| 1998 | Prêmio CFE (Comissão Federal de Eletricidade) ao melhor filme | Fernando León de Aranoa                   | Ganhador  |

### Festival Internacional de Torino
| Ano  | Categoria    | Pessoa                  | Resultado |
| ---- | ------------ | ----------------------- | --------- |
| 1998 | Melhor filme | Fernando León de Aranoa | Candidato |